# Lista de filmes com temática LGBT de 1976
Esta é uma lista de filmes que contém personagens e/ou temática lésbica, gay, bissexual, ou transgênera lançados em 1976.
| Título                                      | Diretor                              | País                       | Gênero                | Elenco | Anotações |
| ------------------------------------------- | ------------------------------------ | -------------------------- | --------------------- | --- | --- |
| 60 Unit Bruise                              | Paul Wong                            | Canadá                     | Curta, Experimental   | | Dois artistas fazem uma transfusão de sangue                                                                                                 |
| Betty Blokk-buster Follies                  | Peter Batey                          | Austrália                  | Comédia               | Reg Livermore, The Baxter Funt Band, The Reginas                                                                  | Gravação da peça monólogo de Reg Livermore                                                                                                   |
| Black Shampoo                               | Greydon Clark                        | EUA                        | Crime, Ação           | Gary Allen, Kelly Beau, William Bonner, Tanya Boyd, Joseph Carlo                                                  | [ 3 ] [ 4 ] |
| Black Star: Autobiography of a Close Friend | Tom Joslin                           | EUA                        | Documentário          | Tom Joslin, Mark Massi                                                                                            | Sobre o processo de saída do armário e o começo do movimento LGBT americano                                                                  |
| Boy Friend II                               | Lionel Soukaz                        | França                     | Curta                 | | [ 6 ] |
| Break of Day                                | Ken Hannam                           | Austrália                  | Drama, Romance        | Sara Kestelman, Andrew McFarlane, Ingrid Mason, John Bell, Kate Ferguson                                          | [ 7 ] |
| Cambio de sexo                              | Vicente Aranda                       | Espanha                    | Drama                 | Victoria Abril, Lou Castel, Fernando Sancho, Rafaela Aparicio, Bibi Andersen                                      | |
| Car Wash                                    | Michael Schultz                      | EUA                        | Comédia               | Franklyn Ajaye, Bill Duke, George Carlin, Ivan Dixon, Antonio Fargas, The Pointer Sisters                         | trad. Car Wash: Onde Acontece Tudo Segue as vidas de um grupo multicultural de empregados de um Lava-jato em Los Angles                      |
| O Casamento                                 | Arnaldo Jabor                        | Brasil                     | Drama                 | Adriana Prieto, Paulo Porto, Camila Amado, Érico Vidal, Mara Rúbia, Nelson Dantas                                 | |
| Central Bazaar                              | Stephen Dwoskin                      | Reino Unido                | Experimental          | Carola Regnier, Maggie Corey, Eddie Doyle, Marc Chaimowitc                                                        | Um grupo de estranhos explora suas fantasias durante 5 dias                                                                                  |
| Children                                    | Terence Davies                       | Reino Unido                | Curta, Drama          | Phillip Mawdsley, Robin Hooper, Nick Stringer, Valerie Lilley, Linda Beckett, Colin Hignet                        | Um jovem gay relembra sua infância |
| David Is Homosexual                         | Wilf Avery                           | Reino Unido                | Drama, Documentário   | David Parent, Debbie Parent, Ghishlain Parent                                                                     | [ 11 ] |
| The Destroying Angel                        | Peter de Rome                        | EUA                        | Erótico               | Timothy Kent, Bill Ed, Philip Darden, Paul Eden                                                                   | Um seminarista explora seus impulsos não tão judeo-cristãos Baseado em um conto de Edgar Allan Poe                                           |
| Un enfant dans la foule                     | Gérard Blain                         | França                     | Drama                 | Jean François Cimino, César Chauveau, Annie Kovaks, Cécile Cousseau, Claude Treille, Jean Bertal                  | Abandonado por seu pai, um garoto procura afeição entre soldados em Paris durante a ocupação alemã                                           |
| Erikas Leidenschaften                       | Ula Stöckl                           | Alemanha Ocidental         | Drama                 | Vera Tschechowam, Karin Baal                                                                                      | Duas ex-amantes se reencontram depois de 4 anos                                                                                              |
| Face a Face                                 | Ingmar Bergman                       | Suécia                     | Drama                 | Liv Ullmann, Erland Josephson, Aino Taube, Gunnar Björnstrand, Kristina Adolphson, Gösta Ekman                    | |
| Falconhead                                  | Michael Zen                          | EUA                        | Erótico               | Vince Perilli, Joe Dietrich, Buddha Jon, Tony Lee, Sabato Fiorello, Adrian Wade                                   | Sobre homens narcisistas |
| Der Fangschuß                               | Volker Schlöndorff                   | Alemanha Ocidental, França | Drama, Guerra         | Matthias Habich, Margarethe von Trotta, Rüdiger Kirschstein, Marc Eyraud, Bruno Thost, Henry van Lyck             | trad. O Tiro de Captura. Baseado no romance Coup de Grâce de Marguerite Yourcenar                                                            |
| Fatucha Superstar – Ópera Rock… Bufa        | João Paulo Ferreira                  | Portugal                   | Musical, Comédia      | Fefa Putollini, Domingos Oliveira, José Cabecinha                                                                 | Inspirado no musical Jesus Christ Superstar                                                                                                  |
| Forbidden Letters                           | Arthur J. Bressan Jr.                | EUA                        | Erótico, Experimental | Robert Adams, Willie Bjorn, Jerry D. Grodda, John Gustavson, Richard Locke, Victoria Young                        | Um jovem e seu amante preso se comunicam através de cartas e lembram de tempos mais felizes                                                  |
| Garage Sale                                 | Norman Yonemoto                      | EUA                        | Comédia               | Goldie Glitters, Tom White                                                                                        | Centrado no casamento entre um a drag queen e seu marido                                                                                     |
| Gay for a Day                               | Tom Palazzolo                        | EUA                        | Documentário          | | Dois filmes costurados juntos, o primeiro mostra a parada do orgulho de São Francisco de 1976, e o segundo uma festa de Halloween em Chicago |
| Gerald's Film                               | Derek Jarman                         | Reino Unido                | Curta                 | Gerald Incandela                                                                                                  | Filmado nas ruínas de uma casa de barcos vitoriana                                                                                           |
| Goodbye, Norma Jean                         | Larry Buchanan                       | EUA                        | Biográfico            | Misty Rowe, Terence Locke, Patch Mackenzie, Preston Hanson, Marty Zagon                                           | Uma versão ficcionalizada da vida de Marilyn Monroe                                                                                          |
| Haz La Loca... No La Guerra                 | José Truchado                        | Espanha                    | Comédia               | Máximo Valverde, Lolita Flores, Florinda Chico, Pedro Valentín, Tony Isbert, Antonio Ozores                       | Os únicos amigos de uma cantora famosa com uma mãe neurótica são um grupo de homossexuais                                                    |
| O Império dos Sentidos (愛のコリーダ)       | Nagisa Oshima                        | Japão, França              | Drama, Erótico        | Eiko Matsuda, Tatsuya Fuji, Aoi Nakajima, Yasuko Matsui, Meika Seri, Kanae Kobayashi                              | |
| La India                                    | Rogelio A. González                  | México                     | Drama                 | Isela Vega, Jorge Martínez de Hoyos, Mario Almada, Lilia Prado, Pascual García Peña, Jaime Moreno                 | [ 24 ] |
| Insaciable                                  | Armando Bó                           | Argentina                  | Drama, Erótico        | Isabel Sarli, Jorge Barreiro, Santiago Gómez Cou                                                                  | trad. Insaciável. Altamente controverso na Argentina ao seu conteúdo sexual e bissexualidade Relançado em 1984                               |
| Je t'aime moi non plus                      | Serge Gainsbourg                     | França                     | Drama                 | Jane Birkin, Joe Dallesandro, Hugues Quester, René Kolldehoff, Gérard Depardieu, Jimmy Davis                      | Uma garçonete andrógena cria divisas no relacionamento entre dois caminhoneiros gay                                                          |
| Johan                                       | Philippe Vallois                     | França                     | Drama                 | Marie-Christine Weill, Patrice Pascal, Philippe Vallois, Laurent Laclos, Pierre Commoy, Manolo Rosales            | Enquanto espera o namorado sair da cadeia, um homem recria momentos de seu relacionamento                                                    |
| Juvenile Liaison                            | Nick Broomfield, Joan Churchill      | Reino Unido                | Documentário          | | Expõe o bullying em um centro de detenção juvenil                                                                                            |
| Lady Man                                    | Stéphane Marti                       | França                     | Curta                 | Aloual, Philippe Chazal                                                                                           | [ 29 ] |
| Logan's Run                                 | Michael Anderson                     | EUA                        | Ficção Científica     | Michael York, Richard Jordan, Jenny Agutter, Roscoe Lee Browne, Farrah Fawcett, Michael Anderson Jr.              | A homossexualidade é aceita no século 23 |
| La meilleure façon de marcher               | Claude Miller                        | França                     | Drama                 | Patrick Dewaere, Patrick Bouchitey, Christine Pascal, Claude Piéplu, Marc Chapiteau, Michel Blanc                 | trad. A Melhor Maneira de Andar Dois adolescentes são monitores de um acampamento de verão                                                   |
| The Missouri Breaks                         | Arthur Penn                          | EUA                        | Ação, Drama           | Marlon Brando, Jack Nicholson, Randy Quaid, Kathleen Lloyd, Frederic Forrest, Harry Dean Stanton                  | [ 32 ] |
| Murder by Death                             | Robert Moore                         | EUA                        | Comédia, Crime        | Peter Sellers, Peter Falk, Maggie Smith, David Niven, Truman Capote, Alec Guinness                                | [ 33 ] |
| Next Stop, Greenwich Village                | Paul Mazursky                        | EUA                        | Comédia, Drama        | Lenny Baker, Shelley Winters, Ellen Greene, Lois Smith, Christopher Walken, Antonio Fargas                        | |
| Nel cerchio                                 | Gianni Minello                       | Itália                     | Drama                 | Giorgio Mascia, Luanne Canziani, Giuseppe Bella                                                                   | [ 34 ] |
| Norman... Is That You?                      | George Schlatter                     | EUA                        | Comédia               | Redd Foxx, Pearl Bailey, Dennis Dugan, Tamara Dobson, Vernee Watson-Johnson, Jayne Meadows                        | trad. Norman...É Você? Co-roteirizado por Ron Clark e Sam Bobrick, baseado na sua peça homônima                                              |
| Ode to Billy Joe                            | Max Baer Jr.                         | EUA                        | Drama                 | Robby Benson, Glynnis O'Connor, Joan Hotchkis, Sandy McPeak, James Best                                           | Baseado na música "Ode to Billy Joe" de Bobbie Gentry                                                                                        |
| Regrouping                                  | Lizzie Borden                        | EUA                        | Documentário          | | Segue as atividades de um grupo feminista |
| The Ritz                                    | Richard Lester                       | EUA, Reino Unido           | Comédia               | Jack Weston, Rita Moreno, Jerry Stiller, Kaye Ballard, F. Murray Abraham, Treat Williams                          | trad. A Sauna das Loucas Para fugir de seu cunhado assassino, um homem hétero se esconde em uma casa de banhos gay                           |
| Salon Kitty                                 | Tinto Brass                          | Itália, Alemanha, França   | Erótico, Drama        | Helmut Berger, Ingrid Thulin, Teresa Ann Savoy, John Steiner, Dan van Husen, Sara Sperati                         | |
| Satansbraten                                | Rainer Werner Fassbinder             | Alemanha Ocidental         | Comédia               | Kurt Raab, Margit Carstensen, Helen Vita, Volker Spengler, Ingrid Caven, Ulli Lommel                              | Um escritor pede, rouba, e pega dinheiro emprestado para sobreviver. Ele acidentalmente se torna uma celebridade no mundo gay                |
| Schatten Der Engel                          | Daniel Schmid                        | Suíça                      | Drama                 | Ingrid Caven, Rainer Werner Fassbinder, Klaus Löwitsch, Jean-Claude Dreyfus, Debria Kalpataru, Annemarie Düringer | trad. A Sombra dos Anjos Baseado na peça homônima de Fassbinder                                                                              |
| Scum Manifesto                              | Carole Roussopoulos, Delphine Seyrig | EUA                        | Curta                 | Delphine Seyrig                                                                                                   | Dramatização de algumas partes do SCUM Manifesto                                                                                             |
| Sebastiane                                  | Derek Jarman                         | Reino Unido                | Drama, Suspense       | Barney James, Neil Kennedy, Leonardo Treviglio, Richard Warwick, Donald Dunham, Lindsay Kemp                      | Baseado na história de São Sebastião, que é ligado à comunidade lgbt desde a renascença                                                      |
| Sloane Square: A Room of One's Own          | Derek Jarman                         | Reino Unido                | Curta                 | Guy Ford, Derek Jarman, Jean-Marc Prouveur                                                                        | Stop-motion, mostra Jarman e outros vandalizando um apartamento depois de serem despejados                                                   |
| Superdyke Meets Madame X                    | Barbara Hammer, Max Almy             | EUA                        | Curta                 | | Documenta o relacionamento entre as duas diretoras                                                                                           |
| Tzel Acher                                  | Ron Asulin                           | Israel                     | Curta                 | Efron Etkin, Dani Roth, Gideon Singer                                                                             | [ 46 ] |
| Underground and Emigrants                   | Rosa von Praunheim                   | EUA, Alemanha Ocidental    | Documentário          | Fernando Arrabal, Lee Breuer, William S. Burroughs, Divine, Tom Eyen, Charles Ludlam                              | Sobre vários artistas alemães residentes nos Estados Unidos                                                                                  |
| The War Widow                               | Paul Bogart                          | EUA                        | Drama                 | Pamela Bellwood, Frances Lee McCain, Katharine Bard, Tim Matheson, Nan Martin, Maxine Stewart                     | Enquanto seu marido luta na guerra, uma dona de casa solitária se apaixona por outra mulher                                                  |
| We Were There                               | Pat Rocco                            | EUA                        | Curta, Documentário   | | Segue a Parada do Orgulho de São Francisco de 1976                                                                                           |